# El Cortijuelo-Junta de los Caminos
El Cortijuelo-Junta de los Caminos, también conocido como El Cortijuelo y como Junta de los Caminos, es un barrio periférico perteneciente al distrito Puerto de la Torre de la ciudad andaluza de Málaga, España. Se trata de un barrio aislado, totalmente rodeado por terrenos no urbanizados y situado al norte de la nueva hiperronda de circunvalación, siendo los núlceos poblados más cercanos los barrios de Arroyo España, Salinas y Puertosol.

## Historia
Tomó este nombre por ser el lugar de la bifurcación de las carreteras hacia Almogía, Campanillas y Málaga, que se construyó sobre una antigua aldea de tres casas llamada el Cortijuelo, utilizada para dar cobijo a braceros y pastores de cabras. 
En los años 1950 el Cortijuelo era una casa de labor donde vivían cuatro familias. Se hizo la escuela rural en el año 1956, después de que los vecinos compraran el solar para la misma y más tarde lo ceden al ayuntamiento. La primera casa que se construyó nueva fue la del poeta José Montiel Brenes, en Calle 4 de Diciembre n.º 21, que se hizo en 1963. En 1981 se legaliza como barrio y se hace suelo urbano.

## Fiestas
En este barrio se celebra la Fiesta Mayor de Verdiales, en la Venta de San Cayetano, cada 28 de diciembre, que constituye uno de los mayores eventos de esta música tradicional. En esta zona se vienen haciendo sendos torneos de zangas anuales desde el año 1970, donde en cada uno toman parte 16 parejas y se juegan un total de 480 partidas que sumados, habrían tomado parte en los mismos 1280 parejas y habrían jugado 38.400 partidas de zanga. 
En El Cortijuelo se celebra el día del barrio el 4 de diciembre desde el año 1983 y el Cultural de Primavera todos los años en la tercera semana de junio y desde 2000, una muestra gastronómica en este día de primavera.

## Transporte
En autobús queda conectado mediante las siguientes líneas de la EMT: 
| Línea | Trayecto                               | Recorrido | Frecuencia |
| ----- | -------------------------------------- | --------- | ---------- |
| 21    | Alameda Principal - Puerto de la Torre | Recorrido | 12 minutos |